# Neon Genesis Evangelion
A Neon Genesis Evangelion (japánul 新世紀エヴァンゲリオン Sin Szeiki Evangerion) nagy népszerűségnek örvendő japán anime franchise, amely egy 1995-ös TV-sorozatból fejlődött ki. A sorozat sokak szerint egy mérföldkő a japán rajzfilm történetében, mind grafikailag, mind a szerkesztés szempontjából nagy hatással volt a sztenderdekre, és így – egyesek szerint – közvetetten (és tudattalanul) a nyugati filmekre is. Világa egy közeljövőben játszódó posztapokaliptikus Föld, ahol az emberiség érdekében fiatal gyermekeknek kell az idegen fenyegetés, az ún. „Angyalok” ellen küzdeniük. A sorozat lényegében az ő, és a velük közreműködők lelki világát követi nyomon, a hangsúlyt fokozatosan erre téve rá. Az Anno Hideaki által írt és rendezett 26 részes sorozat a neves japán Gainax produkciójában látott napvilágot. 1997-ben készült hozzá alternatív befejezésként a The End of Evangelion (Az Evangelion vége) c. mozifilm, amely az utolsó két epizódnak megfelelő időszakot meséli újra, máshogyan.
A sorozatot Anno döntése alapján 4 részes mozifilmként élesztik újjá: 2007-ben vetítették Japánban a Rebuild of Evangelion első részét, az Evangelion 1.0: You Are (not) Alone-t. Ezt követte 2009. június 27-én a második rész, az Evangelion 2.0: You Can (Not) Advance. A harmadik részt 2012. november 17-én mutatták be Japánban Evangelion: 3.0 You Can (Not) Redo címmel. A kvadrológia befejezése, az Evangelion: 3.0+1.0 Thrice Upon a Time 2021. március 8-án jelent meg.
A sorozat híres erős szimbolikájáról, jellegzetes karaktereiről, kidolgozott akciójeleneteiről, és nem mellékesen nehezen értelmezhető befejezéséről. Bár tematikájában mélyen merít a zsidó hitvilág, a kabbala, a Biblia és ezoterikus hiedelmek elemeiből, és számos rajongó mély vallási, utalásokat vél felfedezni a sorozatban (például a tékozló fiú, angyalok, illetve a kereszt mint gyakori visszatérő képi elem), azonban a készítők nyilatkozata szerint ezeket azok „egzotikus” jellege miatt építették bele a történetbe.

## Történet

Az Eva Unit 02 (a pilóta Asuka Langley Soryu)

A cselekmény 2015-ben játszódik, 15 évvel a katasztrofális következményekkel járó a Második Csapás (Second Impact) után (hivatalosan egy meteorbecsapódás), mely a Föld népességének felével végzett, és elferdítette tengelyét. Az emberiség még alig szedte össze magát, máris új fenyegetéssel kell szembenéznie: Tokyo–3-at különös szörnyek kezdik támadni, melyeket Angyaloknak neveznek. Az Angyalok ellen a hagyományos fegyverek hatástalannak bizonyulnak, és úgy tűnik, az egyetlen hatásos védekezési lehetőséget ellenük egy félkatonai szervezet, a NERV által gyártott biomechanikus robotok, az Evangelionok (Evák) képviselik. E robotok első szembeötlő furcsasága az lehet, hogy csak a 2nd Impact után született, 14 éves gyerekek (ők a főszereplők) képesek mentálisan, szinkronizálva irányítani őket.
Habár a sorozat egy hagyományos mecha animének indul, fokozatosan egyre inkább áttevődik a hangsúly a szereplők, különösen Ikari Sindzsi lelkivilágának bemutatására és elemzésére. Anno Hideaki a sorozat készítése előtt hosszú ideig saját depressziójával küzdött, és a filmek nagy része a depresszióval és a pszichoanalízissel kapcsolatos tapasztalatain alapszik. Ezért az animében a szereplők egyúttal személyiségzavarok széles skáláját is felvonultatják.
A sorozatot eredetileg Japánban sugározták 1995 és 1996 között, majd később különböző formában kiadták az Egyesült Államokban, az Egyesült Királyságban, Ausztráliában, Olaszországban, Portugáliában, Chilében, Lengyelországban és több más országban világszerte. Magyarországon egyelőre még nem sugározta egyetlen televíziós csatorna sem. A sorozatot általában csak 15–16 éven felülieknek ajánlják a benne felbukkanó erőszakos, érzelmi traumát ábrázoló és szexuális témájú jelenetek miatt.
A sorozat két utolsó része idő és pénz hiányában nem olyanra sikerült, amilyennek szerették volna; ezt tükrözték a nézők visszajelzései is. Később lehetőség nyílt rá, hogy újra elkészítsék a sorozat befejezését, amivel egyúttal nagy kavarodást is keltettek. Először is elkészült a Death (true) (Halál (igazi)) című "összefoglaló" jellegű film, ami nem tartalmaz az eseményekhez szorosan kapcsolódó új anyagot, hanem nagyrészt az eredeti részekből van összevágva (egyébként sokat segíthet a sorozat mélyebb megértésében). Ezek után kiegészítették 21–24. részeket (ez lett a rendezői változat), majd a Death (true)-t is utánalakították, és végső formáját Death (true)^2 névre keresztelve érte el.
A Death mellett létezik egy Rebirth (Újjászületés) című film is, ezeket gyakran együtt hozzák forgalomba. E film az akkor még el nem készült End of Evangelion egy része, melyet így adtak ki kedvcsinálónak.

## The End of Evangelion
A sorozat két utolsó része helyett kínál alternatívát a The End of Evangelion – ezt készítették el legkésőbb, mikor már rendelkezésre állt kellő idő és pénz a sorozat befejezéséhez. A befejezés itt más, mint az eredeti sorozatban. Bizonyos körökben az a nézet is elterjedt, hogy Anno Hideaki bosszúból változtatta meg a befejezést a dühös és sértő rajongói levelekre reagálva (a filmben egy ponton e-mailekről készült felvételek villóznak egy számítógép-monitoron, melyek közül az egyik például ezt írja: "Anno, én megöllek!"), ez azonban spekuláció tárgya.
Végül a Death (true)^2 és az The End of Evangelion egy kiadásban is megjelent, ezt nevezték el Revival of Evangelionnak.

## Manga változatok
A sorozatból jelenleg manga készül. Ennek cselekménye valamelyest megváltoztatott és/vagy kibővített az eredeti filmekhez képest (mivel ez a műfaj nagyobb szabadságot nyújt a megjelentetés szempontjából, mint egy tévésorozat). Az elkészült kiadások nagyjából a 24. epizódig foglalják magukban a történetet.
Megerősített hírek szerint a Neon Genesis Evangelion-ból élő szereplős mozifilm-sorozat (valószínűleg trilógia) készül majd, melyben jelentős szerepet vállal a Gyűrűk Ura trilógiát is jegyző Weta Workshop is. Azonban a munka már évek óta hiátuson van.